# Katsukawa Shunkō I
En aquest nom japonès, el cognom és Katsukawa.
Katsukawa Shunkō I (1743–1812) (japonès: 勝川 春好) va ser un dissenyador de xilografies de l'estil ukiyo-e d'Edo (Tòquio). Va ser alumne de Katsukawa Shunshō, i normalment se'l reconeix com el primer dissenyador de grans retrats (okubi-e) d'actors. Igual que el seu mestre, Shunkō feia servir un segell amb forma de gerra i era conegut com a Kotsubo (Gerreta). A l'edat de 45 anys, el dretà Shunkō va patir una paràlisi parcial i va deixar de dissenyar xilografies, tot i que va seguir pintant amb la mà esquerra.

## Altres artistes d'ukiyo-e anomenatsShunkō
Hi ha altres artistes que se'ls anomena Shunkō, tot i que no tots els seus noms s'escriuen amb el mateix kanji. Aquests altres Shunkō són: 
- Katsukawa Shunkō II (春好, en actiu 1805–1821), més conegut com a Katsukawa Shunsen,
- Shunkō III (春江, en actiu 1824–37), més conegut com a Shunbaisai Hokuei,
- Shunkō IV (春好, en actiu 1802–32), més conegut com a Shunkōsai Hokushū.